# Vetenskapsåret 1848

## Händelser
- Lord Rosse studerar M1 och ger den namnet Krabbnebulosan.
- William Cranch Bond och William Lassell upptäcker Hyperion, Saturnus måne.
- Charles Darwin och Alfred Russel Wallace antyder evolution genom naturligt urval i en uppsats till Linnean Society of London.
- Lord Kelvin upptäcker absoluta nollpunkten.

### Medicin
- Okänt datum - Rudolf Virchow producerar Report on the Typhus Epidemic in Upper Silesia som föreslår stora sociala samt folkhälsoåtgärder för att motverka sådana utbrott.[1]

## Pristagare
- Copleymedaljen: John Couch Adams, brittisk astronom.
- Rumfordmedaljen: Henri Victor Regnault, fransk kemist och fysiker.
- Wollastonmedaljen: William Buckland, brittisk geolog, paleontolog och präst. [2]

## Födda
- 23 maj - Otto Lilienthal (död 1896), tysk flygpionjär.
- 12 juni - Albertina Carlsson (död 1930), svensk zoolog.
- 8 november - Gottlob Frege (död 1925), tysk matematiker.

## Avlidna
- 9 januari - Caroline Herschel (född 1750), brittisk astronom.
- 21 maj - Pierre-Laurent Wantzel, (född 1814), fransk matematiker.
- 7 augusti - Jöns Jacob Berzelius (född 1779), svensk kemist.
- 12 augusti - George Stephenson (född 1781), brittisk ingenjör, lokomotivkonstruktör.
- 18 december - Bernhard Bolzano (född 1781), tysk-österrikisk matematiker och filosof.

### Fotnoter
1. ↑  Silver, George A. (26 februari 1987). ”Virchow, the heroic model in medicine: health policy by accolade”. American Journal of Public Health "77":  ss. 82-88. PMID 3538915. Läst 4 april 2011.
2. ↑  ”Geological Society”. Arkiverad från originalet den 5 juni 2011. https://web.archive.org/web/20110605102217/http://www.geolsoc.org.uk/gsl/society/history/page750.html. Läst 13 april 2011.